# Live in Concert 72/73
Live in Concert 72/73 est un DVD retraçant deux concerts de Deep Purple, paru en 2005.

## Titres

### Copenhague - mars 1972
1. Highway Star
2. Strange Kind of Woman
3. Child in Time
4. The Mule
5. Lazy
6. Space Truckin'
7. Fireball
8. Lucille
9. Black Night

### New York - mai 1973
1. Stange Kind of Woman
2. Smoke on the Water
3. Space Truckin'

### Bonus
1. Burn

## Musiciens
- Ritchie Blackmore : guitare
- Ian Gillan : chant
- Roger Glover : basse
- Jon Lord : claviers
- Ian Paice : batterie